# Llengua arawak

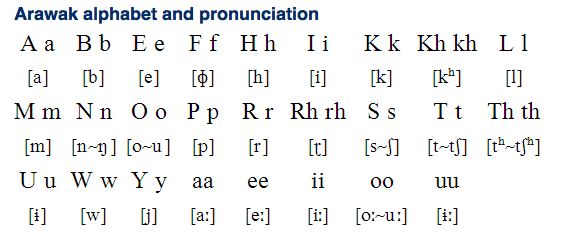
Alfabet arawak.

L'arawak (Arowak/Aruák) o lokono (Lokono Dian, literalment parla del poble pels seus parlants), és una llengua de la família macroarawak parlada pels lokono o arawak de Sud-amèrica a l'est de Veneçuela, Guyana, el Surinam, i la Guaiana Francesa. Mentre que el terme "arawak" s'ha utilitzat en referència a aquest poble, lokono reflecteix amb major precisió el propi idioma dels parlants, ja que el nom ha estat històricament ampliat per donar el mateix epònim amb la família lingüística arawak.
Lokono té una sintaxi activa-estativa.

## Fonologia

### Consonants
|                 | Bilabial | Alveolar | Retroflexa | Palatal | Velar | Glotal |
| --------------- | -------- | -------- | ---------- | ------- | ----- | ------ |
| Aspirada        |          | tʰ       |            |         | kʰ    |        |
| Oclusiva sorda  |          | t        |            |         | k     |        |
| Oclusiva sonora | b        | d        |            |         |       |        |
| Fricativa       | ɸ        | s        |            |         |       | h      |
| Nasal           | m        | n        |            |         |       |        |
| Aproximants     | w        | l        |            | j       |       |        |
| Vibrants        |          | r        | ɽ          |         |       |        |

William Pet observà que es produeix una /p/ addicional en préstecs.

### Vocals
|         | Frontal | Central | Posterior |
| ------- | ------- | ------- | --------- |
| Tancada | i       | ɨ       |           |
| Mitjana | e       |         | o         |
| Oberta  |         | a       |           |

Pet denota que la realització fonètica d'/o/ varia entre [o] i [u].

## Gramàtica
Els pronoms personals es mostren a continuació. Les formes de l'esquerra són formes lliures, que poden estar per si soles. Les formes de la dreta són obligatòries (prefixoa), que han d'acompanyar la part davantera d'un verb, un substantiu, o un postposició.
|            | singular                       | plural  |
| ---------- | ------------------------------ | ------- |
| 1a persona | de, da-                        | we, wa- |
| 2a persona | bi, by-                        | hi, hy- |
| 3a persona | li, ly- (ell) tho, thy- (ella) | ne, na- |